# Вади
Вади (арап. وادي, wādī), боље него уади (преко фр. oued), тип је суве речне долине и повременог тока развијеног у пустињским пределима где је количина падавина мања од укупног испаравања. На локалним језицима, овај тип речне долине назива се и кури (преко фр. kouri), нахал (хебр. נחל) и нала (хинд. नाला).
Вади су настали током плеистоцене глацијације, када су за време интерглацијалних фаза текли потоци отопљеног снега и леда. Те реке формирале су данашња корита, која су некада била изузетно богата водом и околном вегетацијом.
Крајем плеистоцена, а почетком холоцена клима тих предела постала је сувља и топлија и прерасла је у пустињску. Корита су остала без воде, осим за време повремених изненадних пљускова или за време хладнијег периода године (зима) када се са околних виших терена томе снег и лед. Дакле, вади су по настанку полигенетски, тј. у њиховом образовању учествују флувијални и еолски процеси.
Највише вада има у Сахари и Арабијској пустињи. Најчешће су кратки, али достижу дужине и до неколико стотина километара. Уади су заправо реликтне долине, остаци некадашњих водом богатих река које су текле тим просторима за време влажнијих климата.
У Арабији, неки од најпознатијих вада су Вади ел Руна, Вади ел Бирк и Вади ел Кур, док се на простору Сахаре издвајају Вади Дра (Мароко), Вади Саура (Алжир), Сагуја ел Хамра (Западна Сахара) и многи други. Њихове долине оживе за време изненадних и краткотрајних пљускова, када се и напрасно развија и вегетација.